# Legendresymbolet
Legendresymbolet {\displaystyle \left({\frac {a}{p}}\right)} er en funktion fra talteorien, som fortæller om et heltal {\displaystyle a} er en kvadratisk rest modulo et primtal {\displaystyle p}. Legendresymbolet er defineret på følgende vis:
{\displaystyle \left({\frac {a}{p}}\right)={\begin{cases}1&{\text{hvis }}\exists n\in \mathbb {Z} :a\equiv n^{2}{\pmod {p}}{\text{ og }}a\not \equiv 0{\pmod {p}},\\0&{\text{hvis }}a\equiv 0{\pmod {p}},\\-1&{\text{ellers}}.\end{cases}}}
Hvis {\displaystyle \left({\frac {a}{p}}\right)=1} kaldes {\displaystyle a} en kvadratisk rest modulo {\displaystyle p}.